# Tectaria gemmifera
Tectaria gemmifera är en ormbunkeart som först beskrevs av Fée, och fick sitt nu gällande namn av Arthur Hugh Garfit Alston. Tectaria gemmifera ingår i släktet Tectaria och familjen Tectariaceae. Inga underarter finns listade.

## Bildgalleri

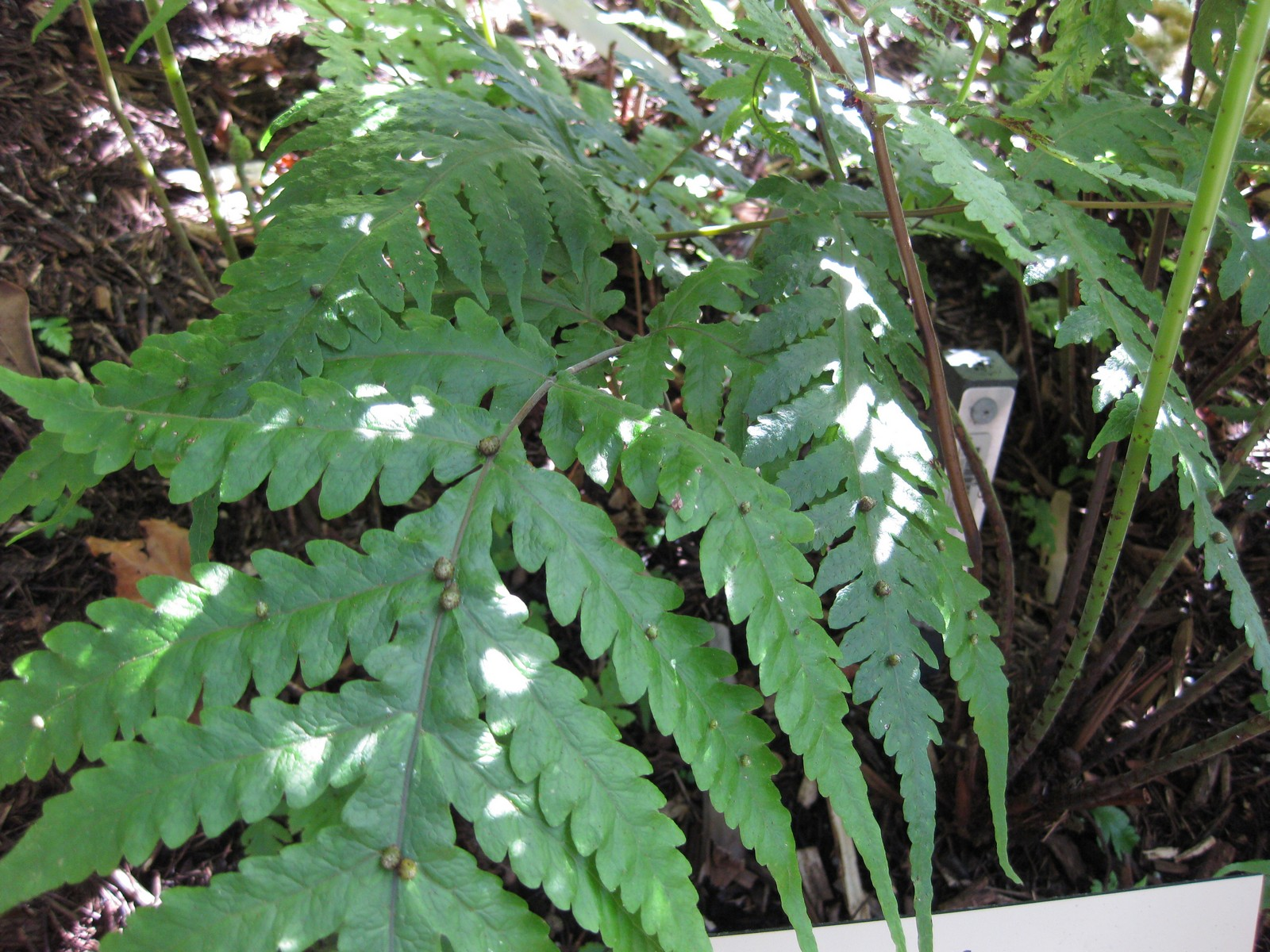
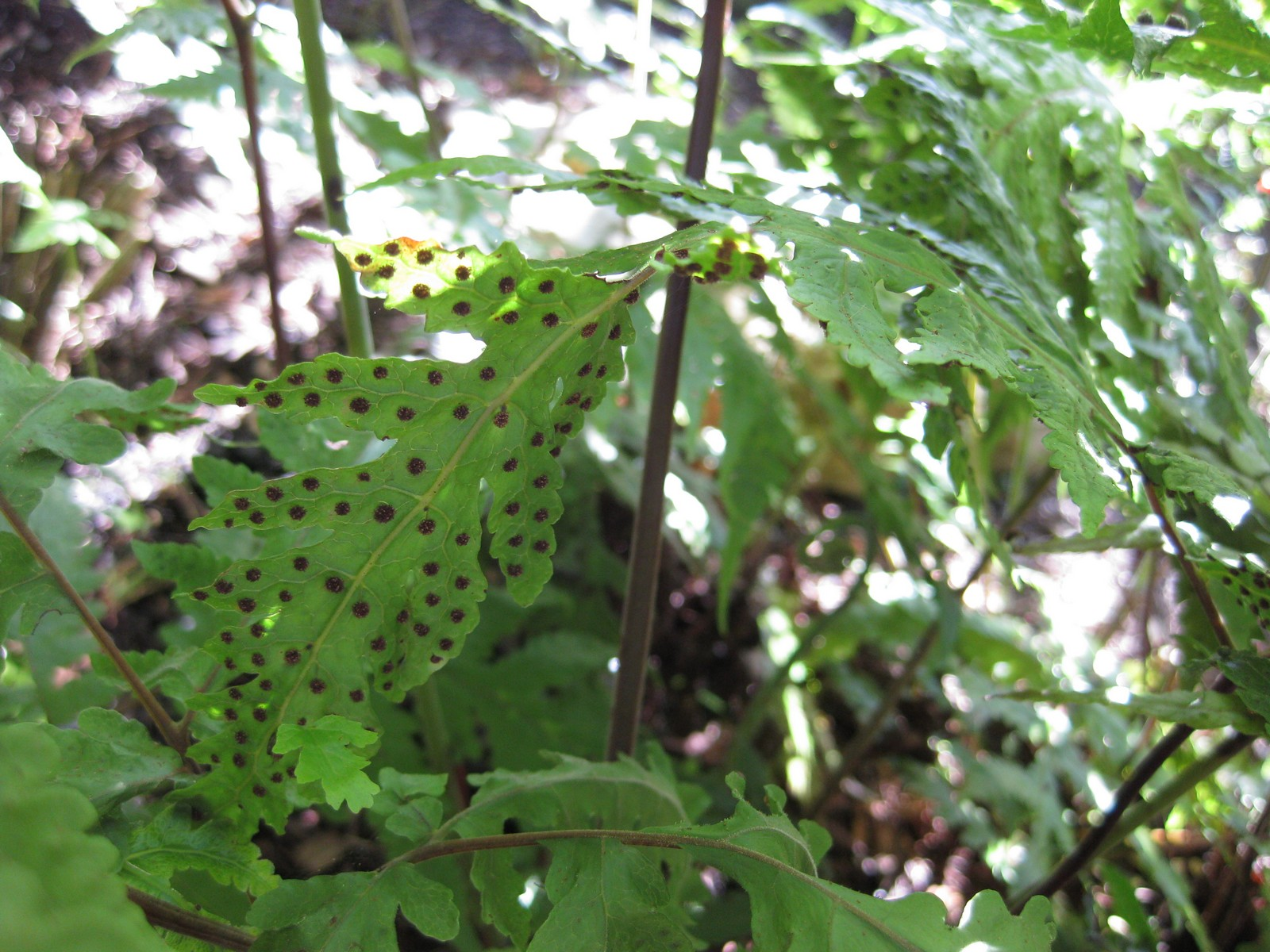
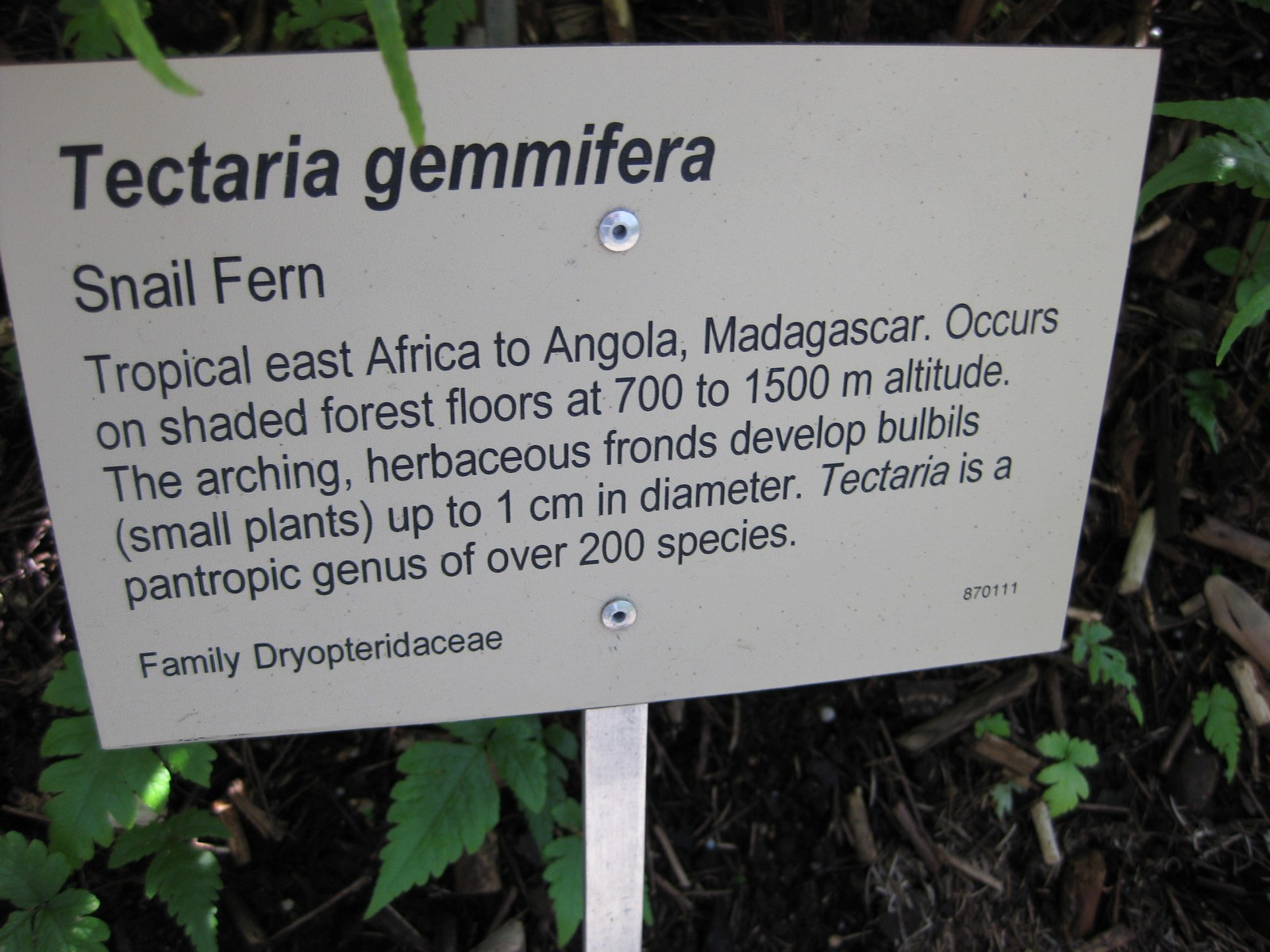
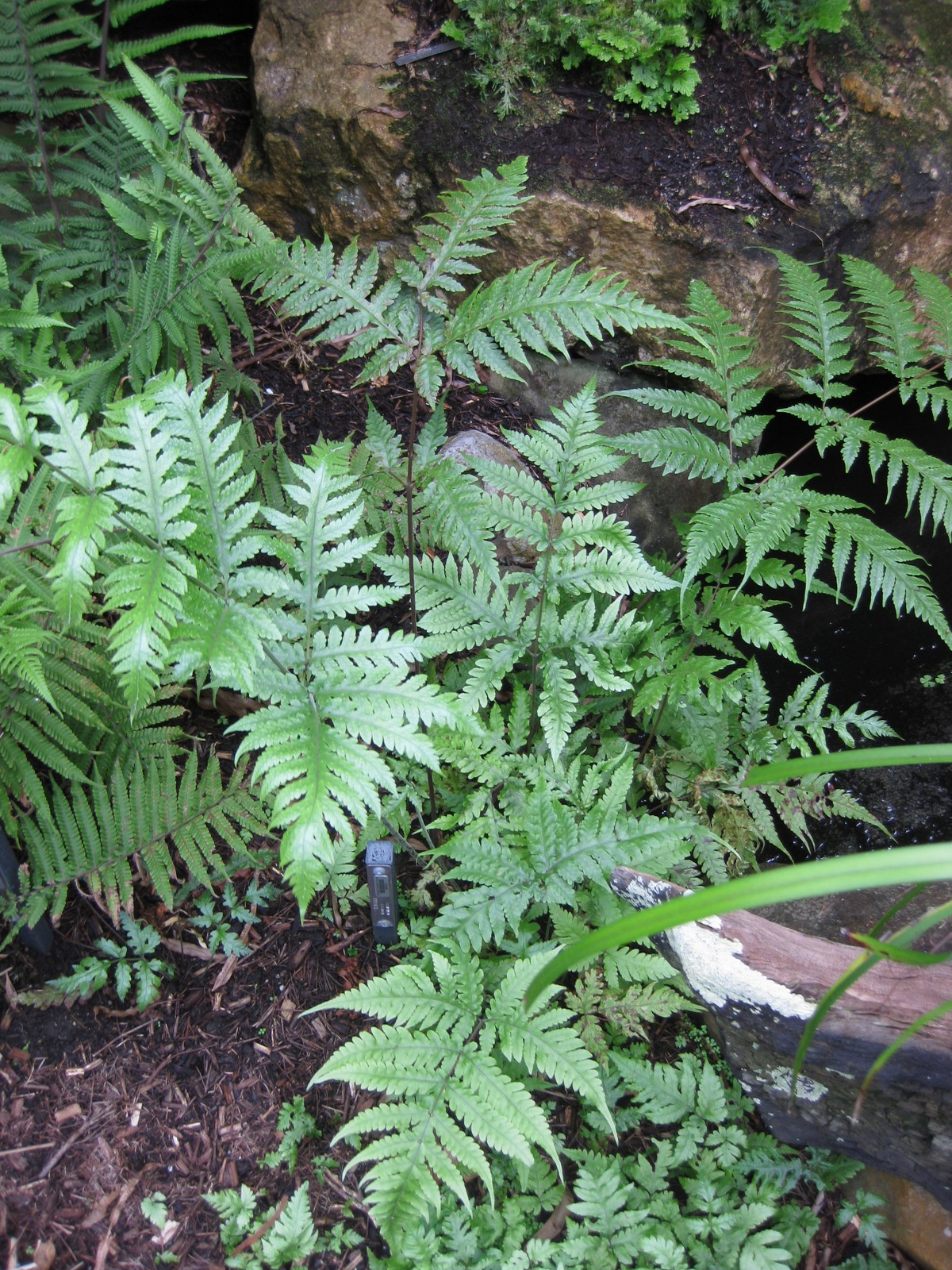
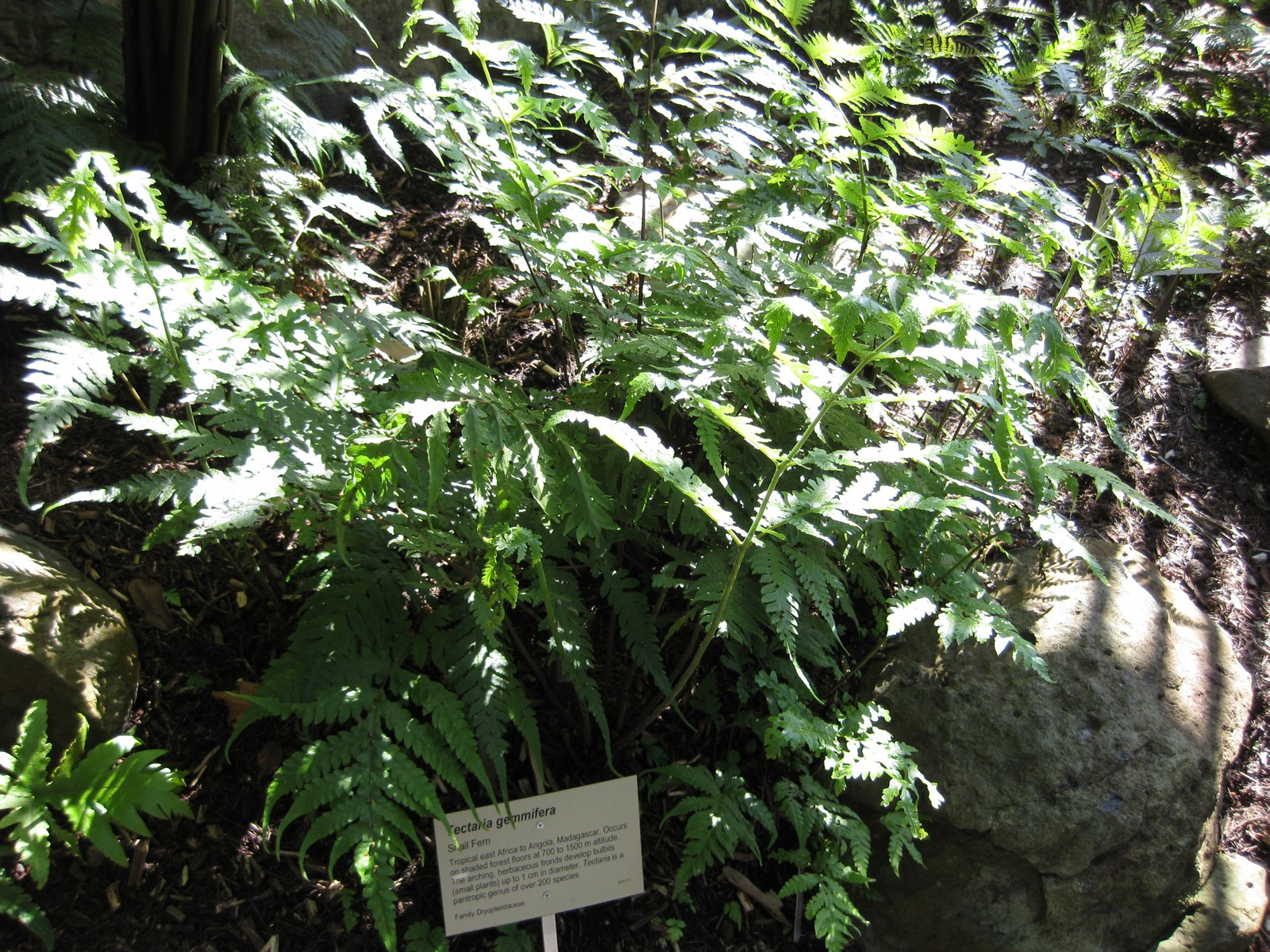
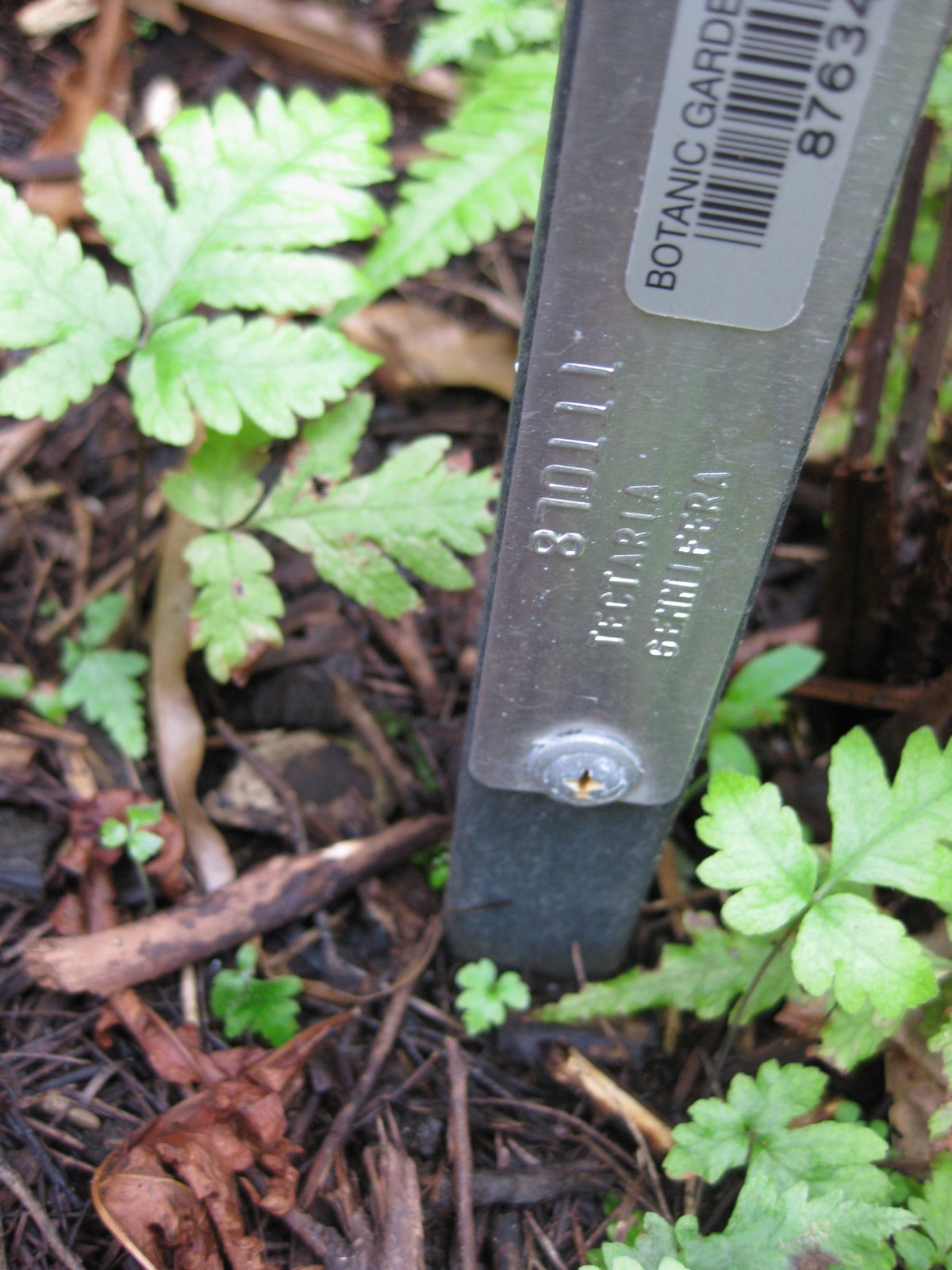